# Bovera
Bovera è un comune spagnolo di 384 abitanti situato nella comunità autonoma della Catalogna.